# Мъжки национален отбор по волейбол на Белгия
Мъжкият национален отбор по волейбол на Белгия е един от първите волейболни отбори в Европа и света. Отборът има участия на Европейски първенства, и едно участие на Олимпийски игри през 1968 в Мексико, където се класира на осмо място.

## Олимпийски игри
| Игри                | Домакин        | Място         | М             | П             | З             | СГ            | ЗГ            |
| ------------------- | -------------- | ------------- | ------------- | ------------- | ------------- | ------------- | ------------- |
| 1964 Токио          | Япония         | не се класира | не се класира | не се класира | не се класира | не се класира | не се класира |
| 1968 Мексико        | Мексико        | 8-о място     |               |               |               |               |               |
| 1972 Мюнхен         | Германия       | не се класира | не се класира | не се класира | не се класира | не се класира | не се класира |
| 1976 Монреал        | Канада         | не се класира | не се класира | не се класира | не се класира | не се класира | не се класира |
| 1980 Москва         | СССР           | не се класира | не се класира | не се класира | не се класира | не се класира | не се класира |
| 1984 Лос Анджелис   | САЩ            | не се класира | не се класира | не се класира | не се класира | не се класира | не се класира |
| 1988 Сеул           | Южна Корея     | не се класира | не се класира | не се класира | не се класира | не се класира | не се класира |
| 1992 Барселона      | Испания        | не се класира | не се класира | не се класира | не се класира | не се класира | не се класира |
| 1996 Атланта        | САЩ            | не се класира | не се класира | не се класира | не се класира | не се класира | не се класира |
| 2000 Сидни          | Австралия      | не се класира | не се класира | не се класира | не се класира | не се класира | не се класира |
| 2004 Атина          | Гърция         | не се класира | не се класира | не се класира | не се класира | не се класира | не се класира |
| 2008 Пекин          | Китай          | не се класира | не се класира | не се класира | не се класира | не се класира | не се класира |
| 2012 Лондон         | Великобритания | не се класира | не се класира | не се класира | не се класира | не се класира | не се класира |
| 2016 Рио де Жанейро | Бразилия       | не се класира | не се класира | не се класира | не се класира | не се класира | не се класира |
| 2020 Токио          | Япония         | не се класира | не се класира | не се класира | не се класира | не се класира | не се класира |
| 2024 Париж          | Франция        | не се класира | не се класира | не се класира | не се класира | не се класира | не се класира |